# Valeriu Lazăr
Valeriu Lazăr (Mingir, 20 maggio 1968) è un politico moldavo che ha servito come vice primo ministro e ministro dell'economia nei due governi di Vlad Filat e nel governo di Iurie Leancă.
Il 2 luglio 2014 si è dimesso dalla carica di ministro dell'economia.
È un membro del Partito Democratico della Moldavia.